# 村上戸井
村上戸井株式会社（むらかみどい）は、医薬品・衛生材料・化粧品の卸売を中心とする日本の企業であった。現在はスズケングループの一社アスティスである。医薬品の卸売手。

## 概要
- 愛媛県松山市大手町1-7-3
- 代表取締役社長・武田義照

## 大株主
- 田辺製薬50%
- マルゴ不動産47%

## 沿革
- 1956年（昭和31年）3月 - 松山市の「村上商店」（松山市西堀端町）と「戸井商店」（松山市二番町66）が合併し「村上戸井株式会社」設立
- 1986年（昭和61年）1月 - 神原薬業株式会社に吸収合併される。

## 営業所
- 愛媛県:新居浜市・松山市・宇和島市・今治市・八幡浜市

## 主な取引メーカー
- 田辺製薬（現:田辺三菱製薬）
- ミドリ十字（現:田辺三菱製薬）
- エーザイ
- 東京田辺製薬（現:田辺三菱製薬）
- 大塚製薬
- キッセイ薬品工業
- 旭化成